# Château de Maruoka
Le château de Maruoka (丸岡城, Maruoka-jō) est situé à Sakai, préfecture de Fukui, dans l'ancienne ville de Maruoka. Il est célèbre pour son tenshu (donjon) le plus ancien du Japon.
Construit en 1576 sur ordre de Shibata Katsutoyo, seule subsiste la tour centrale (tenshu). Selon la légende, la construction du donjon aurait nécessité le recours à un sacrifice humain (voir Hitobashira). Le site est utilisé par la population locale pour des festivals tels que le hanami et des défilés traditionnels. Le château est aussi connu sous le nom de Kasumi-ga-jō (château du brouillard) (霞ヶ城, Kasumiga-jō) à cause de la légende qui veut que chaque fois qu'un ennemi approche du château, un épais brouillard se lève et le dissimule au regard.

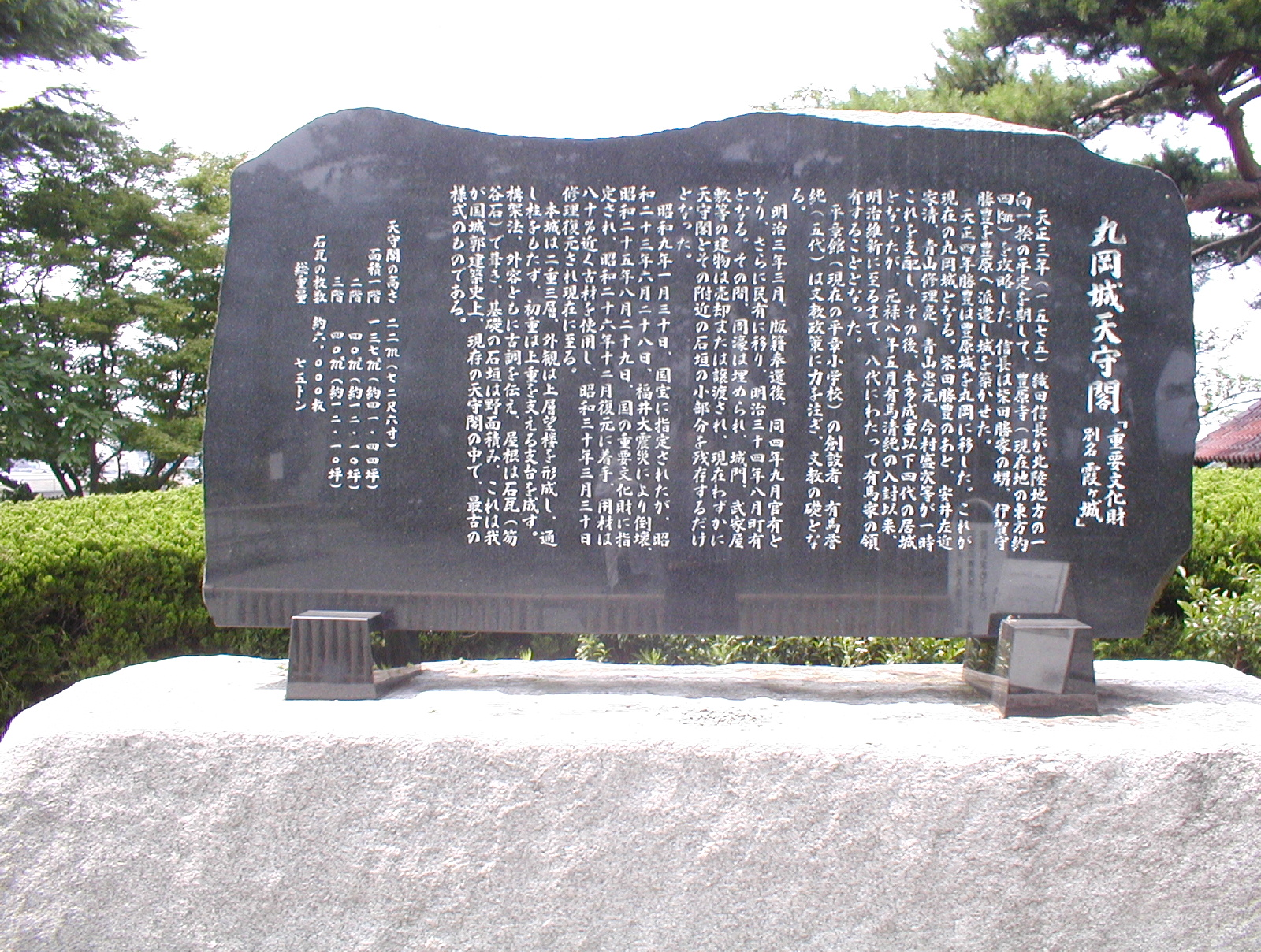
Stèle de pierre au château.

## Hitobashira
Pendant la construction du château de Maruoka, ses murs n'arrêtaient pas de s'effondrer, peu importe le nombre de fois où ils étaient réparés. Il a été décidé qu'une personne devait être sacrifiée et transformée en hitobashira afin d'améliorer la stabilité du château. Une pauvre femme borgne nommée Oshizu a été choisie pour l'honneur de devenir hitobashira. En récompense de son sacrifice, on lui promis que son fils deviendrait un samouraï. Après qu'elle a été sacrifiée, le château fut achevé. Cependant, avant que son fils ne devienne un samouraï, le seigneur du château a été transféré dans une autre province et la promesse n'a pas été tenue.
Chaque année par la suite, les douves du château débordaient lors des fortes pluies printanières. Les habitants de Maruoka ont imputé cela à la vengeance d'Oshizu et ont appelé cette pluie "les larmes du chagrin d'Oshizu". Ensuite, un cénotaphe a été érigé pour Oshizu à l'intérieur du parc du château pour calmer son esprit.